# Santo Estêvão (Sabugal)
Santo Estêvão ist ein Ort und eine ehemalige Gemeinde (Freguesia) im portugiesischen Kreis Sabugal. Die Gemeinde hatte 310 Einwohner (Stand 30. Juni 2011).
Am 29. September 2013 wurden die Gemeinden Santo Estêvão und Moita zur neuen Gemeinde União das Freguesias de Santo Estêvão e Moita zusammengeschlossen. Santo Estêvão ist Sitz dieser neu gebildeten Gemeinde.